# Trigonocorypha abnormis
Trigonocorypha abnormis är en insektsart som beskrevs av Brunner von Wattenwyl 1878. Trigonocorypha abnormis ingår i släktet Trigonocorypha och familjen vårtbitare. Inga underarter finns listade i Catalogue of Life.